# Pro bono publico
Pro bono publico (često korišćen termin pro bono) je fraza proistekla iz latinskog jezika i znači „za opšte dobro”. Koristi se za isticanje pravnog ili drugog profesionalnog angažmana urađenog volonterski i bez nadoknade, kao javna usluga.